# Friedrich Gottlob Lehmann

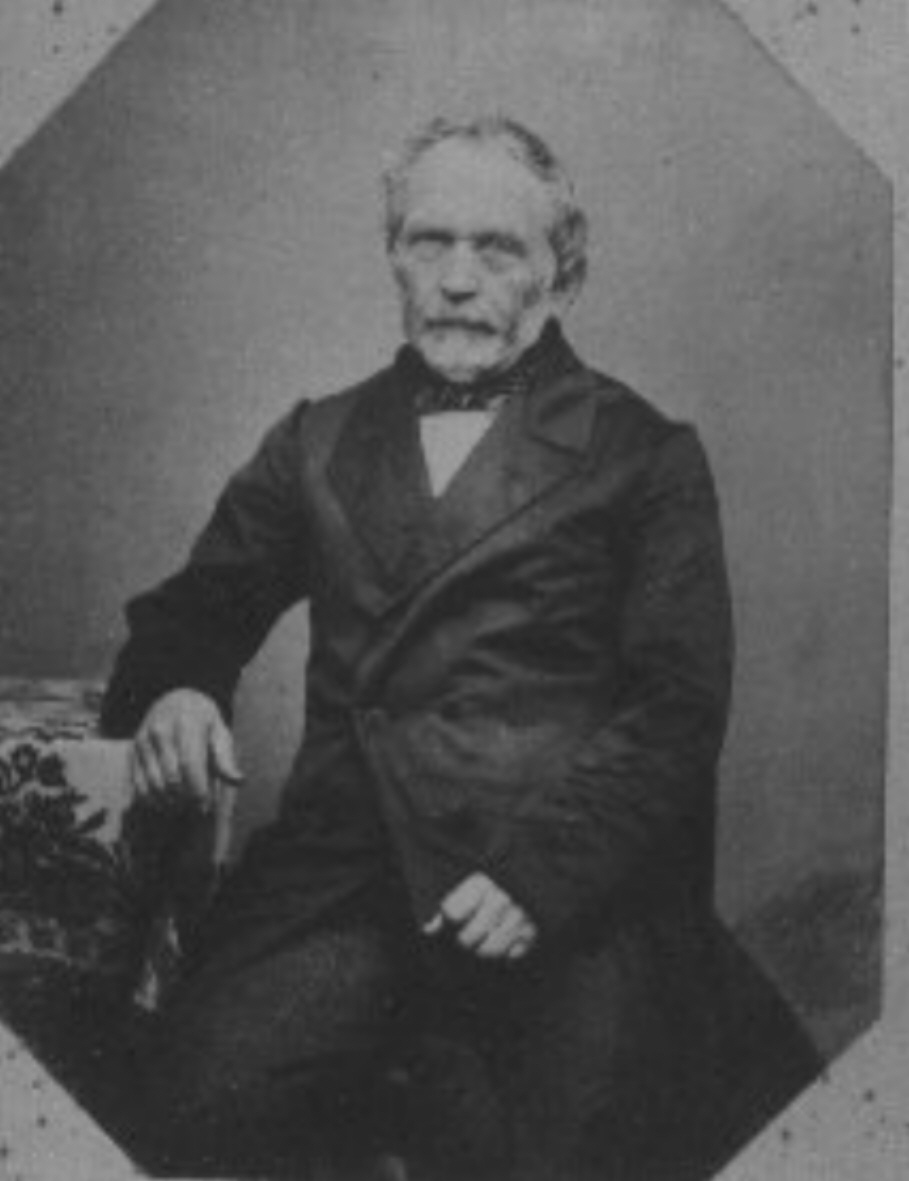
Friedrich Gottlob Lehmann (um 1860)

Friedrich Gottlob Lehmann (* 12. August 1805 in Hainichen; † 3. Juli 1869) war ein sächsischer Textilfabrikant und Landtagsabgeordneter.

## Leben
Er war Sohn des Tuchscherers Friedrich Wilhelm Lehmann aus Hainichen. Nach dem Schulbesuch ließ sich Lehmann zum Tuchmachermeister ausbilden und erwarb das Bürgerrecht seiner Heimatstadt, wo er als Verleger tätig wurde. Aus der Zeit zwischen 1826 und 1830 haben sich seine Tagebuchaufzeichnungen erhalten. 1836 baute er im benachbarten Böhrigen eine Spinnerei, die er später erweiterte. Als Vertreter des 3. Wahlkreises des Handels und Fabrikwesens gehörte Lehmann 1863/64 der II. Kammer des Sächsischen Landtags an.